# Olympische Sommerspiele 1960/Leichtathletik – 4 × 400 m (Männer)

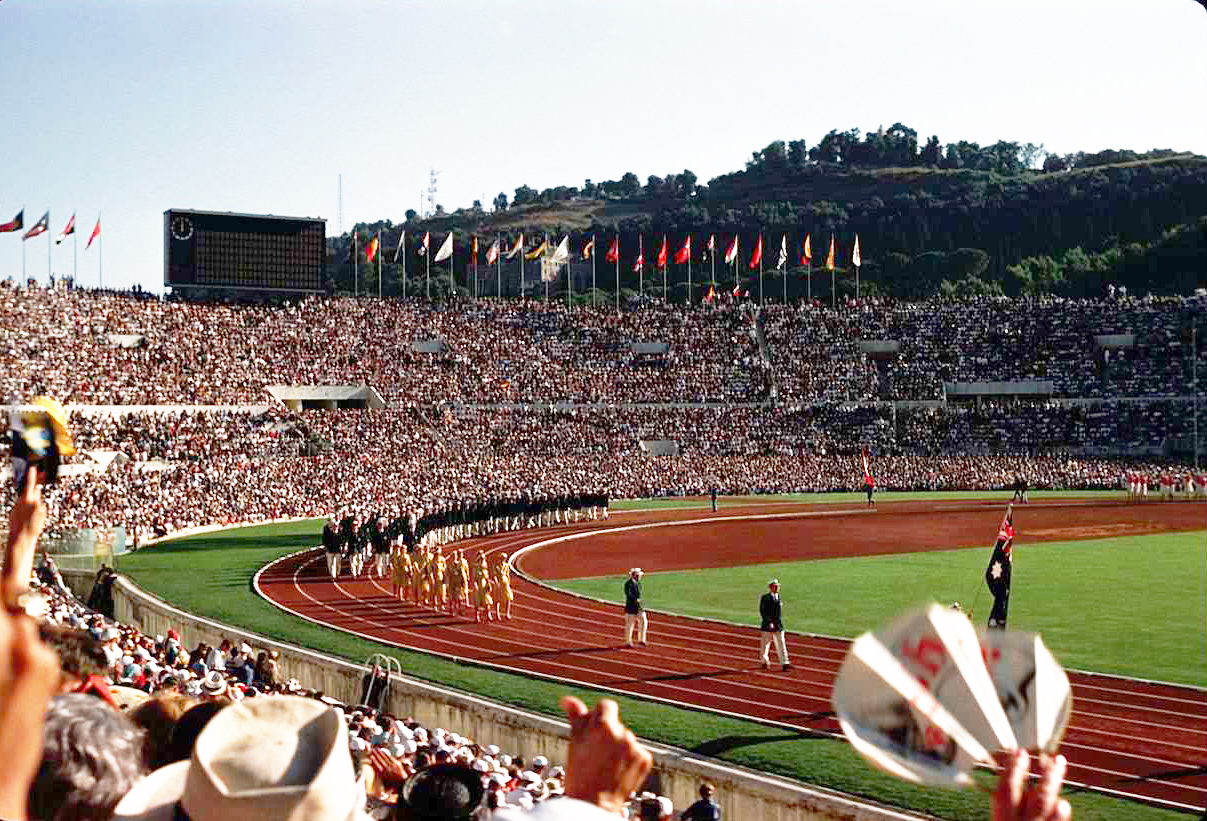
Das Olympiastadion während der Eröffnungsfeier

Die 4-mal-400-Meter-Staffel der Männer bei den Olympischen Spielen 1960 in Rom wurde am 7. und 8. September 1960 im Stadio Olimpico ausgetragen. In neunzehn Staffeln nahmen 76 Athleten teil.
Olympiasieger wurde die US-amerikanische Staffel in der Besetzung Jack Yerman, Earl Young. Glenn Davis und Otis Davis.

Silber gewann Deutschland (Hans-Joachim Reske, Manfred Kinder, Johannes Kaiser, Carl Kaufmann).

Die Bronzemedaille ging an die Westindische Föderation mit Malcolm Spence, James Wedderburn, Keith Gardner und George Kerr.
Die Schweizer Staffel erreichte das Finale und wurde dort Sechste. Eine österreichische Staffel nahm nicht teil.

## Rekorde

### Bestehende Rekorde
| Weltrekord         | 3:03,9 min | Jamaika (Arthur Wint, Leslie Laing, Herb McKenley, George Rhoden) | Finale OS Helsinki, Finnland | 27. Juli 1952 |
| Olympischer Rekord | 3:03,9 min | Jamaika (Arthur Wint, Leslie Laing, Herb McKenley, George Rhoden) | Finale OS Helsinki, Finnland | 27. Juli 1952 |

### Rekordverbesserung
Das siegreiche Team der Vereinigten Staaten verbesserte den bestehenden Olympia- und gleichzeitig Weltrekord im Finale am 8. September in der Besetzung Jack Yerman, Earl Young. Glenn Davis und Otis Davis um 1,7 Sekunden auf 3:02,2 min.

## Durchführung des Wettbewerbs
Neunzehn Staffeln traten am 7. September zu vier Vorläufen an. in denen sich die jeweils ersten drei Mannschaften – hellblau unterlegt – für das Halbfinale am selben Tag qualifizierten. Aus den Vorentscheidungen erreichten ebenfalls die jeweils ersten drei Teams – wiederum hellblau unterlegt – das Finale am 8. September.

## Zeitplan
7. September, 10:30 Uhr: Vorläufe

7. September, 17:10 Uhr: Halbfinale

8. September, 16:30 Uhr: Finale

## Vorläufe
Datum: 7. September 1960, ab 10:30 Uhr

### Vorlauf 1
| Platz | Staffel     | Besetzung                                                       | Offizielle Zeit handgestoppt | Inoffizielle Zeit elektronisch |
| ----- | ----------- | --------------------------------------------------------------- | ---------------------------- | ------------------------------ |
| 1     | Deutschland | Manfred Kinder Hans-Joachim Reske Johannes Kaiser Carl Kaufmann | 3:10,4 min                   | 3:10,58 min                    |
| 2     | Kanada      | Ergas Leps Joe Mullins Sig Ohlemann Terry Tobacco               | 3:10,5 min                   | 3:10,65 min                    |
| 3     | Jugoslawien | Srđan Savić Ðani Kovač Miloje Grujić Viktor Šnajder             | 3:10,6 min                   | 3:10,75 min                    |
| 4     | Finnland    | Pentti Rekola Börje Strand Voitto Hellsten Jussi Rintamäki      | 3:11,7 min                   | 3:11,90 min                    |
| 5     | Puerto Rico | Ovidio de Jesús José Luis Villalongo Ramón Vega German Guenard  | 3:13,9 min                   | 3:13,91 min                    |

### Vorlauf 2
| Platz | Staffel                 | Besetzung                                                            | Offizielle Zeit handgestoppt | Inoffizielle Zeit elektronisch |
| ----- | ----------------------- | -------------------------------------------------------------------- | ---------------------------- | ------------------------------ |
| 1     | Westindische Föderation | George Kerr James Wedderburn Keith Gardner Malcolm Spence            | 3:09,1 min                   | 3:09,28 min                    |
| 2     | Polen                   | Edward Bożek Stanisław Swatowski Bogusław Gierajewski Jerzy Kowalski | 3:09,5 min                   | 3:09,67 min                    |
| 3     | Italien                 | Giuseppe Bommarito Mario Faschini Nereo Fossati Renato Panciera      | 3:09,8 min                   | 3:10,00 min                    |
| 4     | Belgien                 | Marcel Lambrechts Jos Lambrechts Lodewijk De Clerck Roger Moens      | 3:15,1 min                   | 3:15,26 min                    |
| 5     | Luxemburg               | Roger Bofferding Felix Heuertz Norbert Haupert Ramon Humbert         | 3:21,7 min                   | 3:21,87 min                    |

### Vorlauf 3
| Platz | Staffel               | Besetzung                                                                    | Offizielle Zeit handgestoppt | Inoffizielle Zeit elektronisch |
| ----- | --------------------- | ---------------------------------------------------------------------------- | ---------------------------- | ------------------------------ |
| 1     | Schweiz               | René Weber Ernst Zaugg Hansruedi Bruder Christian Wägli                      | 3:10,7 min                   | 3:10,79 min                    |
| 2     | Südafrikanische Union | Edward Jefferys Edgar Davis Gordon Day Malcolm Spence                        | 3:16,1 min                   | 3:16,32 min                    |
| 3     | Großbritannien        | Barry Jackson Malcolm Yardley John Wrighton Robbie Brightwell                | 3:20,3 min                   | 3:20,47 min                    |
| DNF   | Griechenland          | Leonidas Kormalis Konstantinos Moragiemos Evangelos Depastas Vasilios Sillis |                              |                                |

### Vorlauf 4
| Platz | Staffel          | Besetzung                                                                     | Offizielle Zeit handgestoppt | Inoffizielle Zeit elektronisch |
| ----- | ---------------- | ----------------------------------------------------------------------------- | ---------------------------- | ------------------------------ |
| 1     | USA              | Jack Yerman Earl Young Glenn Davis Otis Davis                                 | 3:10,4 min                   | 3:10,58 min                    |
| 2     | Ghana            | William Quaye James Addy Frederick Owusu John Asare-Antwi                     | 3:10,5 min                   | 3:10,66 min                    |
| 3     | Schweden         | Hans-Olof Johansson Per-Ove Trollsås Lennart Jonsson Alf Petersson            | 3:10,7 min                   | 3:10,91 min                    |
| 4     | Tschechoslowakei | Zdeněk Váňa Jaromír Šlégr Jaroslav Jirásek Josef Trousil                      | 3:11,2 min                   | 3:11,33 min                    |
| 5     | Sowjetunion      | Konstantin Gratschew Boris Kriunow Wladimir Poljanitschew Arnold Mazulewitsch | 3:12,1 min                   | 3:12,31 min                    |

## Halbfinale
Datum: 7. September 1960, ab 17:10 Uhr

### Lauf 1
| Platz | Staffel               | Besetzung                                                       | Offizielle Zeit handgestoppt | Inoffizielle Zeit elektronisch |
| ----- | --------------------- | --------------------------------------------------------------- | ---------------------------- | ------------------------------ |
| 1     | Südafrikanische Union | Edward Jefferys Edgar Davis Gordon Day Malcolm Spence           | 3:06,4 min                   | 3:06,53 min                    |
| 2     | Deutschland           | Manfred Kinder Hans-Joachim Reske Johannes Kaiser Carl Kaufmann | 3:07,4 min                   | 3:07,60 min                    |
| 3     | Großbritannien        | Barry Jackson Malcolm Yardley John Wrighton Robbie Brightwell   | 3:07,5 min                   | 3:07,67 min                    |
| 4     | Italien               | Giuseppe Bommarito Mario Faschini Nereo Fossati Renato Panciera | 3:07,7 min                   | 3:07,83 min                    |
| 5     | Kanada                | Ergas Leps Joe Mullins Sig Ohlemann Terry Tobacco               | 3:08,2 min                   | 3:08,37 min                    |
| 6     | Jugoslawien           | Srđan Savić Ðani Kovač Miloje Grujić Viktor Šnajder             | 3:10,2 min                   | 3:10,34 min                    |

### Lauf 2
| Platz | Staffel                 | Besetzung                                                            | Offizielle Zeit handgestoppt | Inoffizielle Zeit elektronisch |
| ----- | ----------------------- | -------------------------------------------------------------------- | ---------------------------- | ------------------------------ |
| 1     | USA                     | Jack Yerman Earl Young Glenn Davis Otis Davis                        | 3:08,4 min                   | 3:08,57 min                    |
| 2     | Westindische Föderation | Malcolm Spence James Wedderburn Keith Gardner George Kerr            | 3:09,2 min                   | 3:09,34 min                    |
| 3     | Schweiz                 | René Weber Ernst Zaugg Hansruedi Bruder Christian Wägli              | 3:09,7 min                   | 3:09,77 min                    |
| 4     | Polen                   | Edward Bożek Stanisław Swatowski Bogusław Gierajewski Jerzy Kowalski | 3:10,8 min                   | 3:10,88 min                    |
| 5     | Ghana                   | William Quaye James Addy Frederick Owusu John Asare-Antwi            | 3:10,9 min                   | 3:11,03 min                    |
| 6     | Schweden                | Hans-Olof Johansson Per-Ove Trollsås Lennart Jonsson Alf Petersson   | 3:10,9 min                   | 3:11,05 min                    |

## Finale
Datum: 8. September 1960, 16:30 Uhr
| Platz | Staffel                 | Besetzung                                                       | Offizielle Zeit handgestoppt | Inoffizielle Zeit elektronisch |
| ----- | ----------------------- | --------------------------------------------------------------- | ---------------------------- | ------------------------------ |
| 1     | USA                     | Jack Yerman Earl Young Glenn Davis Otis Davis                   | 3:02,2 min WR                | 3:02,37 min                    |
| 2     | Deutschland             | Hans-Joachim Reske Manfred Kinder Johannes Kaiser Carl Kaufmann | 3:02,7 min                   | 3:02,84 min                    |
| 3     | Westindische Föderation | Malcolm Spence James Wedderburn Keith Gardner George Kerr       | 3:04,0 min                   | 3:04,13 min                    |
| 4     | Südafrikanische Union   | Edward Jefferys Edgar Davis Gordon Day Malcolm Spence           | 3:05,0 min                   | 3:05,18 min                    |
| 5     | Großbritannien          | Malcolm Yardley Barry Jackson John Wrighton Robbie Brightwell   | 3:08,3 min                   | 3:08,47 min                    |
| 6     | Schweiz                 | René Weber Ernst Zaugg Hansruedi Bruder Christian Wägli         | 3:09,4 min                   | 3:09,55 min                    |

Mit den Olympiasiegern über 400 Meter und 400 Meter Hürden war die US-Staffel klar favorisiert. Startläufer Jack Yerman brachte das Team auch in Führung, die bis zum letzten Wechsel auf knapp acht Meter Vorsprung ausgebaut wurde. Schlussläufer Otis Davis ließ den Deutschen Kaufmann, der im 400-Meter-Finale nur knapp unterlag, bis zur 200-Meter-Marke herankommen. Dann zog Davis das Tempo an und konnte seinen Kontrahenten in Schach halten. Die US-Mannschaft verbesserte den Weltrekord um mehr als anderthalb Sekunden. Auch die deutsche Staffel, die die Silbermedaille errang, blieb unter der bisherigen Rekordzeit und stellte gleichzeitig einen neuen Europarekord auf. Bronze ging an die Läufer der Westindischen Föderation.
Zwischenzeiten und Einzellaufzeiten – inoffiziell:
- Wechsel 1 – 46,2 s USA (Yerman) / 46,5 s Westind. Föd. (Spence) / 46,7 s Südafrika (Jefferys) / 47,0 s Ges.-Deutschld. (Reske) / 47,1 s Großbrit. (Yardley) / 48,3 s Schweiz (Weber)
- Wechsel 2 – 1:31,8 min USA (Young 45,6 s) / 1:31,9 min EUA (Kinder 44,9 s) / 1:32,8 min ZAF (E. Davis 46,1 s) / 1:32,9 min BWI (Wedderburn 46,4 s) / 1:34,2 min GBR (Jackson 47,1 s) / 1:35,1 min SUI (Zaugg 46,8 s)
- Wechsel 3 – 2:17,1 min USA (G. Davis 45,4 s) / 2:17,8 min EUA (Kaiser 45,9 s) / 2:18,6 min BWI (Gardner 45,8 s) / 2:19,4 min ZAF (Day 46,5 s) / 2:21,8 min GBR (Wrighton 47,6 s) / 2:22,9 min SUI (Bruder 47,8 s)
- Ziel – 3:02,2 min USA (O. Davis 45,0 s) / 3:02,7 min EUA (Kaufmann 44,9 s) / 3:04,0 min BWI (Kerr 45,4 s) / 3:05,0 min ZAF (Spence 46,5 s) / 3:08,3 min GRB (Brightwell 46,5 s) / 3:09,4 min SUI (Wägli 46,5 s)[6]

Im zehnten olympischen Finale gewann die US-Staffel ihre siebte Goldmedaille.

## Video
- OLIMPIADI 1960 4X400 USA, youtube.com, abgerufen am 15. Oktober 2017